# Miquel Aguiló Aguiló
Miquel Aguiló Aguiló (Palma, 29 d'octubre de 1928 - 2014) fou un pintor i escultor mallorquí.

## Biografia
Des d'infant mostra una inclinació per a la pintura i la música. Inicia estudis de violí amb el professor Ignasi Pinya i paral·lelament ingressa a l'escola de Belles Arts de Ciutat. Poc després, comença el seu aprenentatge en el taller d'escultura de Miquel Arques on aprèn tècnica escultòrica, imagineria, treballs en pedra, policromia, entre altres disciplines.
Més tard, per mor del servei militar obligatori, es trasllada a Pollença on entra en contacte amb l'escola pollencina, que suposarà una forta influència. Allà fa amistat amb diversos pintors com Dionís Bennassar, Mateu Llobera, Tito Cittadini, i el pintor Llorenç Cerdà, però la més forta influència i amistat la fa amb Hermen Anglada Camarassa.
Durant els anys a Pollença treballa com escultor en la renovació de l'església del port i es dedica a pintar al natural fortament impressionat pel paisatge pollencí i les cales de Sant Vicent.
Posteriorment torna a Palma on insta·la el seu taller d'escultura i pintura al Temple, a l'antic barri de Sa Calatrava, on durant anys porta una intensa activitat com a pintor i escultor. Queden a moltes esglésies obres de Miquel Aguiló, fetes durant aquell període de molta activitat, tant a Palma com fora de l'illa. Més tard trasllada la seva residència al Secar de la Real, on s'aboca plenament a la pintura.
En poques ocasions va voler mantenir una vida pública i vivia retirat del món dedicat a la seva família i al seu art, quasi com un ermità. Poques vegades acceptava invitacions a inauguracions, i les seves aparicions en públic o als mitjans de comunicació de l'època, varen ser comptades. Una mala estratègia comercial i mercantil, però una força, quasi espiritual, a l'hora de connectar amb l'esperit de l'illa de Mallorca i la Serra de Tramuntana, a la qual dedicà la major part de la seva obra pictòrica.
Per tant, la gran majoria de les seves exposicions, sempre foren organitzades per galeristes i marxants artístics com Josep Isern, Jesús Cremades o Andreu Picó, que mai aconseguiren fer-lo viatjar a cap inauguració de les que es van dur a terme a l'estranger i a la geografia espanyola.
El millor document que es conserva de Miquel Aguiló, sense comptar amb la seva extensa obra, és la pel·lícula de Colin Gittings (BBC). Un documental íntim i proper de l'artista, el seu pensament i manera d'entendre la vida.
En l'actualitat, una àmplia pinacoteca de Miquel Aguiló, roman inèdita al seu estudi, quasi com una càpsula del temps.

## Exposicions representatives[2]
- Pollença, 1955.
- Sabadell, 1965.
- Barcelona, 1973.
- Sabadell, 1974.

- Pollença. 1974.
- Galeries Rovira. Sabadell, 1974 i 1975.
- Galeries Grifé i Escoda. Barcelona, 1974.
- Cercle De Belles Arts. Palma, 1973-74-75.
- 1er i 2n Certàmen de La Llotja. Palma, 1974-75-77.
- Palma, 1975-1979.
- Pollença, 1973.
- Universo, 1974.
- Galeries Xaloc, 1975.
- Art Fama. Palma, 1977 i 1978.
- Rubines, 1978.
- San Juan De Puerto Rico, 1980.
- Esporles, 1989.
- Bunyola, 1993.
- Esporles, 1996.